# Vohemar
Vohemar é uma cidade do Norte de Madagáscar. E situada na região de Sava.
As cidades vizinhas são Sambava e Antalaha. A proxima grande cidade é Antsiranana (Diego Suarez).

## Economia
Vohemar é na região de Sava, a capital mundial da Baunilha. A cidade tem um porto maritimo.

## Natureza
O Parque Nacional de Marojejy é perto de Vohémar.